# Жуківострівна вулиця
Жуківострівна́ ву́лиця — зникла вулиця, що існувала в Московському районі (нині — територія Голосіївського району) міста Києва, місцевість  Мишоловка. Пролягала від Корчуватського провулку до тупика. 

## Історія
Вулиця виникла в 40-х роках XX століття під назвою 166-та Нова вулиця. Назву вулиця Жуківострівна надано 1944 року. Офіційно ліквідована 1977 року в зв'язку з переплануванням міста. Тепер — відгалуження Корчуватського провулку, вздовж якого розташовані будинки № 3—17.